# Стабурово
Стабурово — деревня в Артёмовской волости Невельского района Псковской области. Расположена примерно в 24 километрах от районного центра города Невеля.

## Население
| 2001 | 2002 | 2010 |
| ---- | ---- | ---- |
| 12   | ↘11  | ↘4   |